# Емануил Захос
Емануил Захос (на гръцки: Εμμανουήλ Ζάχος) е гръцки просветен деец от Македония.

## Биография
Захос е роден в май 1860 година в македонския град Бер (Верия), тогава в Османската империя. Баща му умира докато е малък. Получава начално образование в родния си град, а по-късно продължава обучението си в Педагогическото училище в Солун, което е основано през 1875 година. След три години завършва с отличие и в 1880 година е назначен за учител в Бер. Занимава се с преподаване и на музика и рисуване. Основава филхармонията „Орфевс“, разпусната през 1914 г. и съществувала отново от 1916 до 1921 г.
Захос е член на революционния комитет в Бер. В началото на гръцката въоръжена пропаганда консулът Ламброс Коромилас му възлага поверителни задължения. Захос използва псевдонима Йоанидис. В къщата му отсядат тайно много гръцки нелегални дейци, като капитан Коракас, които остава три дни през юни 1908 година, докато четата му е в училището Мелетио.
Захос се занимава с историята и археологията на града, както и с обиколки за туристи. Пише труд върху Йоанис Котуниос. Ръкописите му, заедно с неговите музикални композиции са изгубени. Захос подава оставка през 1916 г. след сблъсък с главния инспектор на началните училища. Работи като служител в градския съд.
Захос умира след кратко боледуване в 1924 година в Бер. В града до църквата „Свети Безсребреници“ е издигнат негов бюст. Носител е на дипломата на македонски боец и на медала на Македонската борба. Улицат в Бер носи името му.